# 浜松藩

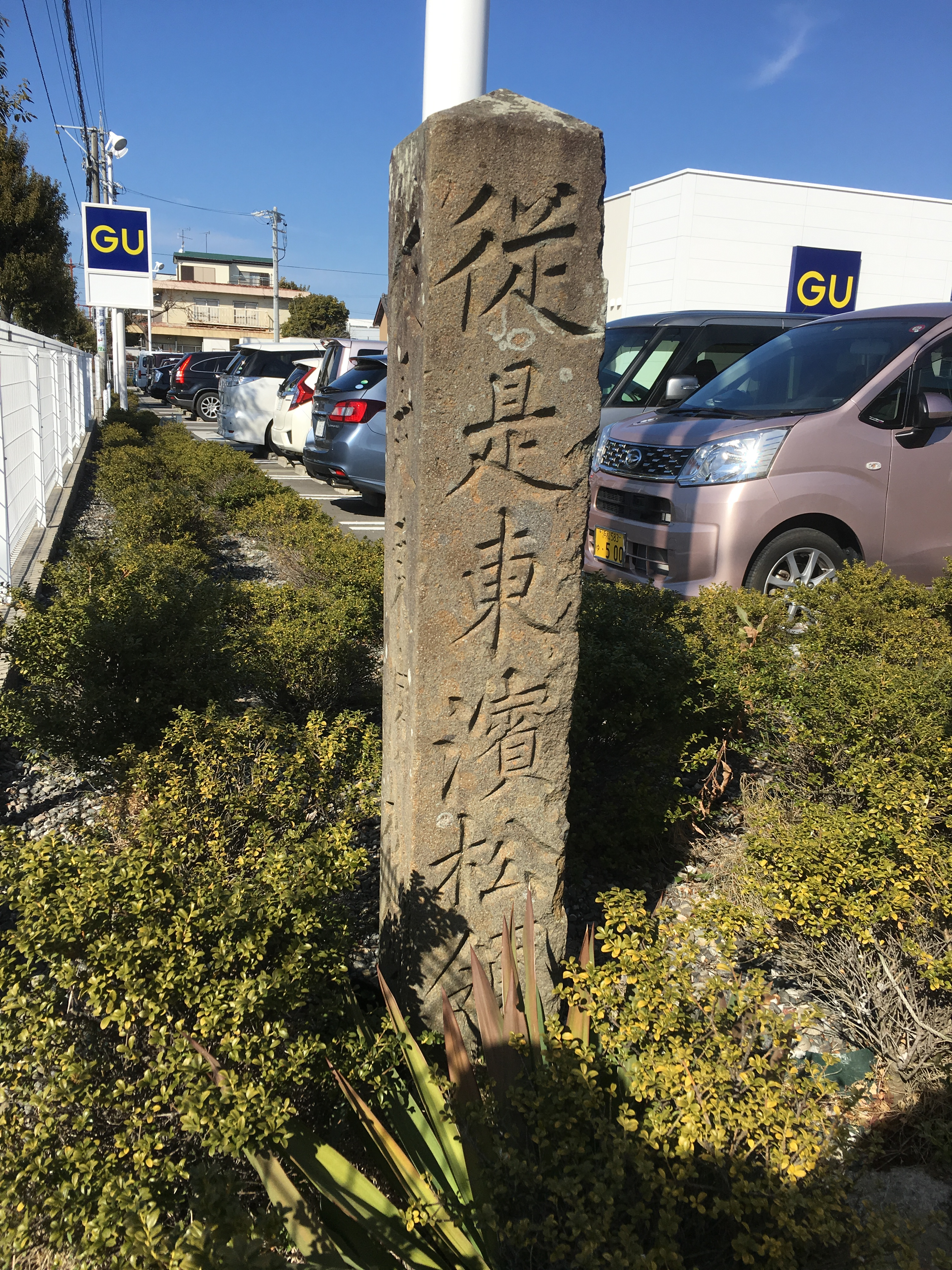
東海道脇の境を示す標柱（従是東浜松領）。

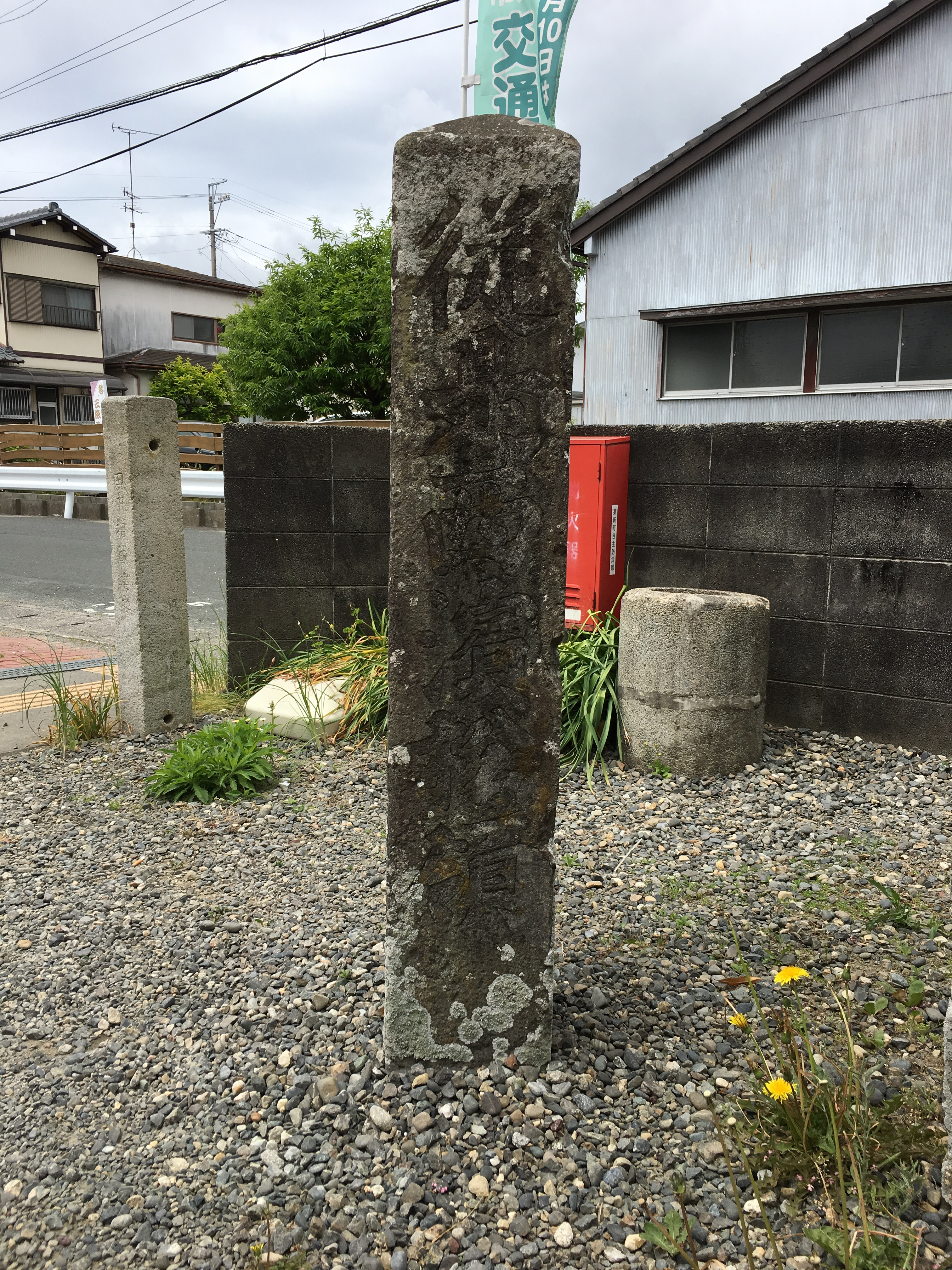
東海道脇の境を示す標柱（従是西浜松領）。（現在は近隣に移設）。

浜松藩（はままつはん）は、江戸時代の藩の一つであり、遠江国敷知郡浜松宿（現在の静岡県浜松市中央区）に所在の浜松城を居城とした。

## 沿革
藩主は、桜井松平家、高力家、大給松平家、太田家、青山家、本庄松平家、大河内松平家、井上家、水野家といった譜代大名諸家が入部した。浜松藩の特徴としては、大名家の入れ替わりが非常に激しいことがあげられる。また江戸時代265年の間に藩主は22名で、約12年弱毎に藩主が変わっている。別名「出世城」としても知られ、その背景には徳川家康の成功譚をはじめ、老中や京都所司代など幕府の要職についた藩主を多数輩出したことがあげられる。

## 概要
浜松城は徳川家康が元亀元年（1570年）6月から居城として、遠江西部の経営に当たった重要拠点である。元亀3年（1572年）12月の三方ヶ原の戦いのとき、家康は武田信玄に大敗して浜松城に逃げ帰ったが、このときに城門を開いて空城の計を用い、武田軍を退却させたという逸話は有名である（実際は、追撃する武田軍が城に攻め込んでも、城に退却していた徳川軍の敗残兵に挟撃されることを恐れて退却したとされる）。家康は天正14年（1586年）12月、駿府城に居城を移した。
さらに家康が小田原征伐後に武蔵に移封されると、浜松城には豊臣氏の重臣・堀尾吉晴が12万石で入る。慶長4年（1599年）に吉晴は隠居し、子の堀尾忠氏が城主となった。忠氏は慶長5年（1600年）9月の関ヶ原の戦いで武功を挙げたことから、11月に出雲富田藩（後の松江藩）に加増移封された。
慶長6年（1601年）2月、徳川氏譜代の重臣・松平忠頼が美濃金山藩から5万石で入ったことにより、浜松藩が立藩する。しかし慶長14年（1609年）9月29日、忠頼は三河水野藩主・水野忠胤の茶会に招かれていたとき、忠胤の家臣の争いを止めようとして巻き込まれて刺殺され、これにより桜井松平家は改易された。後に子の松平忠重が成長してから、大名として復帰している。
忠頼死後の12月22日、水野重央（のちの水野重仲）が常陸水戸藩より2万5000石で入る。重仲は徳川家康の子・徳川頼宣の附家老であり、頼宣が駿府藩主に就任したことに伴い、浜松に領地を与えられたのである。ただし、附家老のために藩主として正式に認められてはいなかったようである。元和3年（1617年）10月24日、1万石の加増を受けて3万5000石の大名となるが、元和5年（1619年）7月19日、頼宣が紀伊紀州藩に移封されたのに伴い、紀伊新宮藩に移封された。
代わって9月に武蔵岩槻藩から高力忠房が3万5000石で入る。しかし島原の乱後の寛永15年（1638年）4月13日、肥前島原藩に移封された。
直後の4月25日、美濃岩村藩から松平乗寿が3万6000石で入る。しかし寛永21年（1644年）2月28日には上野館林藩に移封された。
代わって三河西尾藩から太田資宗が3万5000石で入る。しかし第2代藩主・太田資次時代の延宝6年（1678年）6月19日、資次が大坂城代に任命されたことから、所領を摂津・和泉周辺に移封された。
入れ替わる形で8月18日、大坂城代であった青山宗俊が5万石で入る。しかし第3代藩主・青山忠重時代の元禄15年（1702年）9月7日には丹波亀山藩に移封された。
5日後の9月12日、常陸笠間藩より松平資俊が7万石で入る。しかし次代の松平資訓は、享保14年（1729年）2月15日に三河吉田藩に移封された（この松平氏は本庄松平家である）。
入れ替わる形で松平信祝が7万石で入る（この松平氏は大河内松平家である）。しかし次代の松平信復が寛延2年（1749年）10月15日に三河吉田藩に戻され、入れ替わる形で松平資訓が浜松に戻ってきた。
資訓は宝暦2年（1752年）に死去し、新たに藩主となった松平資昌は宝暦8年（1758年）12月27日に丹後宮津藩に移封された。
代わって京都所司代として摂津・河内・播磨・近江などに所領を持っていた井上正経が6万石で入る。しかし第3代藩主・井上正甫時代の文化14年（1817年）9月14日には陸奥棚倉藩に移封された。
このため、肥前唐津藩から水野忠邦が6万石で入る。忠邦は天保5年（1834年）に老中となったことから1万石の加増を受けて7万石（7万453石とも）の大名となる。しかし天保の改革に失敗したことから弘化2年（1845年）9月に2万石を減封され、さらに家督を子の水野忠精に譲って強制的に隠居の上、蟄居に処された。11月に忠精は出羽山形藩に移封となる。
代わって、井上正甫の後を継いでいた井上正春が、上野館林藩から6万石で入る。明治元年（1868年）9月、第2代藩主・井上正直は徳川家達が駿河・遠江・三河を支配する駿府藩主になったことから、上総鶴舞藩に移封され、これにより浜松藩は廃藩となった。
浜松藩領はその後、駿府藩の支配を経て、静岡県に編入された。
幕末の藩主の井上氏の浜松藩の支藩には下総高岡藩と常陸下妻藩があり、どちらも廃藩置県まで存続した。

## 藩政
浜松藩の藩政は、高力忠房の時代に確立された。忠房は新田開発・検地などの民政に積極的に取り組んだ。島原の乱後の島原藩に移封されたことも、乱で荒廃した島原藩の再建を江戸幕府から期待されてのことであり、忠房は島原領も再建している。
松平乗寿は浜松藩主時代の寛永19年（1642年）12月19日に老中に任じられた。彼は浜松藩主で初めて幕閣に抜擢された人物である。
太田氏の時代には承応年間に検地が行なわれ、農村支配が確立された。しかし太田氏の歴代藩主は幕閣に関与することが多かったため、藩政にはあまり関与していないともいわれてる。
その後の青山氏・本庄松平家・大河内松平家などは移封や再封を繰り返したため、浜松藩領の統治に大きな影響は残していない。井上氏は3代60年にわたって浜松藩を支配し、歴代藩主の中でも支配期間が最も長かったが、特筆する藩政の特徴はない。第3代藩主の井上正甫は素行が悪かったことから陸奥棚倉藩に左遷された。
歴代藩主の中で最も有名なのは、井上正甫の後に浜松藩主となった水野忠邦である。忠邦は江戸幕府の老中となって天保の改革を主導したが、浜松藩政においも藩財政の再建を中心とした藩政改革を行っている。しかし忠邦は天保の改革に失敗し、藩政改革のほうでも効果があったとは言い難かった。忠邦は幕府により減封・老中罷免・強制隠居の上の蟄居という処分を受けることとなった。
その後、井上氏が再度藩主となった。井上氏の統治下では繊維業や藩士の育成に力を注がれ、明治維新へと至った。

## 藩庁
- 浜松城（曳馬城とも）（現在の静岡県浜松市中央区元城町）。

## 歴代藩主

### 松平（桜井）家
譜代 5万石
1. 松平忠頼

### 水野家
譜代 2万5000石→3万5000石
1. 水野重央

### 高力家
譜代 3万5000石。
1. 高力忠房

### 松平（大給）家
譜代 3万5000石
1. 松平乗寿

### 太田家
譜代 3万5千石→3万2000石
1. 太田資宗
2. 太田資次

### 青山家
譜代 5万石
1. 青山宗俊
2. 青山忠雄
3. 青山忠重

### 松平（本庄）家
譜代 7万石
1. 松平資俊
2. 松平資訓

### 松平（大河内・長沢）家
譜代 7万石
1. 松平信祝
2. 松平信復

### 松平（本庄）家
譜代 7万石
1. 松平資訓
2. 松平資昌

### 井上家
譜代 6万石
1. 井上正経
2. 井上正定
3. 井上正甫

### 水野家
譜代 6万石→7万453石→5万石
1. 水野忠邦
2. 水野忠精

### 井上家
譜代 6万石
1. 井上正春
2. 井上正直

## 幕末の領地
- 遠江国
  - 城東郡のうち - 2村

中内田村 (2004石4斗8升5合9勺6才2撮)・月岡村 (99石7斗8升9合1勺6才2撮)		
- - 佐野郡のうち - 3村

杉谷村 (189石8斗2升8合9勺9才5撮)・亀甲村 (35石5斗4升9合5勺9才9撮)・海老名村 (17石4斗4升7合0勺0才1撮)		
- - 豊田郡のうち - 28村

本沢村 (54石1斗3升3合9勺9才9撮)・上島村 (248石2斗9升8合0勺0才4撮)・蝋燭島村 (76石6斗2升8合9勺9才8撮)・中野島村 (46石4斗6升5合0勺0才0撮)・上小島村 (62石2斗0升1合0勺0才0撮)・中野村 (71石1斗8升3合9勺9才8撮)・下小島村 (55石8斗3升7合0勺0才2撮)・中瀬村 (535石0斗8升5合0勺2才2撮)・細島村 (93石1斗2升0合0勺0才3撮)・恒武村 (329石1斗0升5合9勺8才8撮)・松小池村 (220石3斗7升3合0勺0才1撮)・八幡村 (136石6斗2升6合0勺0才7撮)・永島村 (229石0斗9升7合0勺0才0撮)・新野村 (69石0斗7升7合0勺0才3撮)・高薗村 (348石9斗7升9合0勺0才4撮)・新堀村 (79石9斗8升4合0勺0才1撮)・倉中瀬村 (109石1斗8升0合0勺0才0撮)・羽鳥村　 (331石4斗7升1合9勺8才5撮)・・常光村 (63石1斗3升4合9勺9才8撮)・白鳥村 (691石6斗5升1合0勺0才1撮)・大見村 (174石5斗7升0合0勺0才7撮)・長命村 (175石2斗4升0合9勺9才7撮)・長命村 (175石2斗4升0合9勺9才7撮)・大明神村 (46石9斗7升8合0勺0才1撮)・松ノ木島村 (273石4斗8升3合0勺0才2撮)・上神増村 (198石2斗8升7合9勺94才撮)・三家村 (270石1斗3升4合0勺0才3撮)・壱貫地村 (141石3斗0升4合9勺9才3撮)・下神増村 (102石8斗4升2合0勺0才3撮)		
- - 長上郡のうち - 87村

西塚村 (83石0斗5升3合0勺0才1撮)・将監名村 (1石6斗2升7合0勺0才0撮)・篠ヶ瀬村 (436石3斗4升5合0勺0才1撮)・下堀村 (397石4斗3升3合9勺9才0撮)・植松村 (321石9斗6升2合0勺0才6撮)・宮竹村 (98石2斗9升7合9勺9才7撮)・宮竹新屋村 (59石4斗3升5合0勺0才1撮)・小池村 (990石3斗6升1合0勺2才3撮)・上新屋村 (228石9斗8升7合0勺0才0撮)・中田村 (371石3斗6升9合9勺9才5撮)・丸塚村 (329石0斗6升1合0勺0才5撮)・西在所村 (231石2斗2升5合0勺06撮)・天王村 (461石9斗8升0合9勺8才8撮)・原島村 (300石7斗0升0合0勺1才2撮)・永田村 (565石1斗6升1合0勺1才1撮)・上之郷村 (270石7斗9升2合9勺9才9撮)・天王新田村 (85石7斗2升0合0勺0才1撮)・下飯田村 (254石2斗3升1合0勺03撮)・小松方村 (2石3斗2升0合0勺0才0撮)・北島村 (255石1斗1升5合0勺0才5撮)・青谷村 (224石0斗8升2合0勺0才1撮)・渡瀬村 (172石3斗2升6合0勺04撮)・別久村 (23石5斗4升0合0勺0才1撮)・次広村 (5石9斗8升9合0勺0才0撮)・名切村 (44石4斗7升3合0勺0才0撮)・下村 (173石9斗4升9合9勺9才7撮)・塚越村 (71石4斗9升1合9勺9才7撮)・薬師新田村 (89石1斗5升5合9勺9才8撮)・薬師村 (142石1斗6升2合9勺9才4撮)・上飯田村 (653石7斗0升0合9勺8才9撮)・竜光村 (130石2斗6升1合9勺9才3撮)・福増村 (53石6斗4升1合9勺9才8撮)・西之郷村 (227石3斗7升6合0勺0才7撮)・長鶴村 (112石2斗1升1合9勺9才8撮)・金折村 (409石6斗7升4合9勺8才8撮)・橋羽村 (209石1斗2升1合9勺9才4撮)・恩地村 (302石3斗0升8合9勺9才0撮)・本郷村 (438石4斗6升2合0勺0才6撮)・弥十村 (228石6斗0升0合0勺0才6撮)・石原村 (190石0斗9升3合0勺0才2撮)・八反畑村 (61石8斗2升0合0勺0才0撮)・大柳村 (497石8斗8升0合0勺0才5撮)・鼠野村 (182石8斗2升0合0勺0才7撮)・参野村 (221石4斗3升4合0勺0才6撮)・松島村 (143石8斗5升4合9勺9才6撮)・鶴島村 (104石6斗5升1合0勺0才1撮)・下中島村 (160石6斗9升9合9勺9才7撮)・頭陀寺村 (30石4斗5升7合0勺0才1撮)・西島村 (372石2斗6升9合0勺1才2撮)・下前島村 (80石2斗7升7合0勺0才0撮)・清光庵村 (18石5斗9升6合0勺0才1撮)・御給村 (194石8斗9升9合9勺9才4撮)・古川村 (107石9斗1升4合0勺0才1撮)・富屋敷村 (76石9斗6升4合9勺9才6撮)・向金折村 (19石5斗4升2合0勺0才0撮)・西村 (188石8斗4升7合0勺0才0撮)・立野村 (135石3斗2升2合0勺0才6撮)・江之島村 (214石0斗0升0合0勺0才0撮)・福島村 (107石1斗4升0合9勺9才9撮)・安松村 (211石8斗8升2合9勺9才6撮)・蒲島村 (19石1斗5升8合0勺0才1撮)・平左衛門新田 (42石4斗7升8合001撮)・四本松村 (180石6斗6升7合0勺07撮)・江川村 (34石5斗8升4合9勺9才9撮)・土呂新田 (34石5斗0升9合9勺9才8撮)・沼村 (38石6斗5升8合0勺0才1撮)・東美薗村 (240石9斗5升3合9勺9才5撮)・中条村 (403石4斗8升9合0勺1才4撮)・油一色村 (49石5斗61合0勺0才1撮)・西美薗村 (365石2斗3升5合9勺9才2撮)・高畑村 (247石4斗7升9合9勺9才6撮)・横須賀村 (205石7斗18合9勺9才4撮)・有玉上瀬村 (429石1斗3升6合9勺9才3撮)・有玉松木島村 (97石2斗8升8合0勺0才2撮)・有玉畑屋村 (470石6斗6升5合0勺0才9撮)・有玉下村 (514石8斗5升6合0勺1才8撮)・有玉新村 (39石9斗2升8合0勺0才1撮)・有玉欠下村 (217石5斗0升9合0勺0才3撮)・有玉町田村 (279石3斗8升5合9勺8才6撮)・笠井村 (402石4斗9升3合9勺8才8撮)・上前島村 (188石4斗5升5合0勺0才2撮)・上大瀬村 (261石3斗3升5合9勺9才9撮)・下大瀬村 (958石1斗5升3合9勺9才2撮)・漆島村 (152石9斗2升3合9勺9才6撮)・万斛村[万石村]（465石9斗0升8合9勺9才7撮)・橋爪村 (434石3斗6升9合9勺9才5撮)・西ヶ崎村 (526石8斗4升3合9勺9才4撮)	
- - 敷知郡のうち - 94村

浜松宿 (0石0斗0升0合0勺0才0撮)(地子免許無高)・寺島八幡地 (582石1斗5升6合9勺8才2撮)・寺島八幡地ノ内・新地 (1石5斗5升7合0勺0才0撮)・新町 (16石6斗4升3合0勺0才0撮)・板屋町 (30石9斗9升3合0勺0才0撮)・田町 (32石6斗6升1合9勺9才9撮)・塩町 (420石0斗0升0合0勺0才0撮)・名残村 (116石6斗1升6合9勺9才7撮)・野口村 (390石6斗3升5合9勺8才6撮)・細島新田 (36石0斗7升0合0勺0才0撮)・谷上村 (33石9斗7升2合00才0撮)・早出村 (490石3斗1升9合0勺0才0撮)・馬込村 (185石2斗8升5合0勺0才4撮)・船越一色村 (123石0斗2升8合0勺0才0撮)・佐藤一色村 (233石5斗6升7合99才3撮)・八幡村 (17石0斗8升6合0勺0才0撮)・茄子一色村 (62石3斗5升2合0勺0才1撮)・東追分村 (24石3斗9升1合0勺0才1撮)・西追分村 (11石8斗2升0合0勺0才0撮)・米津村 (262石4斗4升7合9勺9才8撮)・小沢渡村 (300石9斗4升1合0勺1才0撮)・堤村 (73石6斗8升0合0勺0才0撮)・新橋村 (351石2斗5升1合0勺0才7撮)・法枝村 (226石8斗2升8合9勺9才5撮)・田尻村 (199石4斗2升7勺9合9才4撮)・浅田村 (571石7斗3升9合0勺1才4撮)・明神野村 (646石2斗7升8合9勺9才2撮)・東明神野村 (13石6斗2升3合0勺0才0撮)・十軒新田 (146石2斗6升6合0勺0才6撮)・島之郷村 (644石6斗8升7合0勺1才2撮)・上島村 (644石3斗1升4合0勺2才6撮)・助信村 (209石7斗4升0合0勺0才5撮)・一本杉村 (111石6斗8升4合9勺9才8撮)・高林村 (403石1斗5升39勺9才2撮)・新津村 (177石3斗4升3合0勺0才2撮)・中沢村 (73石2斗2升3合0勺0才0撮)・上池川村 (127石0斗8升8合9勺9才7撮)・下池川村 (0石5斗0升0合0勺0才0撮)・白羽村 (596石7斗8升10勺0才6撮)・中田島村 (457石0斗1升4合0勺0才8撮)・福塚村 (131石6斗2升6合0勺0才7撮)・寺脇村 (639石7斗0升5合9勺9才4撮)・瓜内村 (343石5斗4升6合9勺9才7撮)・伊場前飛地 (31石4斗4升5合0勺0才0撮)・三島村 (432石0斗4升9合9勺8才8撮)・馬領家村[領家村]（197石8斗1升5合0勺0才2撮)・上中島村 (237石1斗8升2合9勺9才9撮)・楊子村 (170石2斗1升2合0勺0才6撮)・奈川新田 (5石0斗9升5合0勺0才0撮)・福地村 (19石5斗1升7合0勺0才0撮)・向宿村 (290石7斗3升5合9勺9才2撮)・宇布見村 (538石8斗0升9合9勺9才8撮)・増楽村 (296石1斗6升0合0勺0才4撮)・若林村 (697石8斗9升3合0勺0才5撮)・東若林村 (342石5斗7升1合0勺1才4撮)・富塚村 (774石2斗9升4合9勺8才3撮)・小藪村 (29石5斗6升6合9勺9才9撮)・馬生村 (18石7斗7升3合0勺0才1撮)・富新屋村 (38石9斗8升7合9勺9才9撮)・馬船村 (17石3斗7升2合0勺0才0撮)・段子川村 (37石1斗6升5合0勺0才1撮)・不遣村 (12石2斗2升5合0勺0才0撮)・寸田谷村 (49石2斗7升9合9勺9才9撮)・東鴨江村 (62石6斗3升3合9勺9才9撮)・伊場村 (1051石3斗9升7合9勺4才9撮)・入野村 (1998石9斗5升2合0勺2才6撮)・蜆塚村 (51石5斗5升5合0勺0才0撮)・西鴨江村 (311石7斗2升7合9勺9才7撮)・片草村 (35石6斗9升4合0勺0才0撮)・佐浜村 (500石8斗0升9合9勺9才8撮)・須之木沢村 (85石8斗0升7合9勺9才9撮)・東大山村 (200石4斗0升8合9勺97撮)・西大山村 (162石9斗7升0合0勺0才1撮)・和地村 (884石1斗4升5合0勺2才0撮)・大崎村 (460石8斗1升6合0勺1才0撮)・佐久米村 (198石3斗4升7合0勺0才0撮)・都筑村 (221石0斗3升9合0勺0才1撮)・駒場村 (32石1斗3升1合0勺0才1撮)・津々崎村 (335石8斗6升2合0勺0才0撮)・宇志村 (352石5斗0升7合9勺9才6撮)・三ヶ日村 (423石5斗0升6合9勺8才9撮)・釣村 (119石8斗4升2合0勺0才3撮)・日比沢村 (189石5斗9升5合0勺0才1撮)・本坂村 (131石0斗8升7合0勺0才6撮)・鵺代村 (291石7斗8升2合0勺1才3撮)・下尾奈村 (361石6斗8升1合0勺0才0撮)・上尾奈村 (133石2斗8升3合9勺9才7撮)・大知波村 (533石5斗3升6合9勺8才7撮)・利木村 (113石2斗8升5合0勺0才4撮)・横山村 (33石7斗0升2合0勺0才0撮)・入出村 (347石1斗9升7合9勺9才8撮)・太田村 (386石6斗3升4合0勺0才3撮)・神座村 (150石9斗2升3合0勺0才4撮)・南川尻村 (194石8斗0升4合0勺0才1撮)		
- 下総国
  - 印旛郡のうち - 38村（下総知県事に編入）

今井新田 (112石8斗5升8合0勺0才2撮)・亀成新田 (183石2斗1升0合0勺0才7撮)・惣深新田 (2774石9斗6升2合8勺9才1撮)・甚兵衛新田 (125石8斗9升7合0勺0才3撮)・和泉屋新田 (92石1斗2升1合0勺0才2撮)・下曾根新田 (114石0斗1升4合9勺9才9撮)・佐野屋新田 (105石7斗7升8合0勺0才0撮)・中根新田 (47石1斗7升30勺0才0撮)・松虫新田 (16石6斗3升5合0勺0才0撮)・松木新田 (91石0斗9升1合0勺0才3撮)・下井新田 (156石0斗5升2合0勺0才2撮)・長門屋新田　 (112石0斗5升8合9勺9才8撮)・中田切新田 (116石0斗5升3勺0才01撮)・行徳新田 (90石4斗619勺9才8撮)・押付新田 (118石2斗3升4合0勺01撮)・萩原新田　45石1斗8升7合0勺0才0撮)・将監新田 (46石9斗5升6合0勺0才1撮)・布鎌酒直新田 (137石4斗2升3合0勺0才4撮)・布鎌脇川新田 (74石8斗1升0合9勺9才7撮)・布鎌四ヶ村新田 (65石1斗5升3合9勺9才9撮)・布鎌四ヶ村新田　50石8斗6升9合9勺9才9撮)・布鎌北新田 (137石9斗3升8合9勺9才5撮)・布鎌横須賀新田 (59石5斗1升2合0勺0才1撮)・布鎌押砂新田 (25石3斗0升4合0勺0才1撮)・布鎌長門谷新田 (88石3斗0升00勺0才3撮)・布鎌大森新田 (42石7斗1升0合9勺9才9撮)・布鎌押付新田 (130石1斗6升9合9勺9才8撮)・布鎌上曾根新田 (55石4斗2升1合0勺0才1撮)・布鎌南新田 (184石8斗7升8合0勺0才6撮)・布鎌西新田 (172石0斗8升7合9勺9才7撮)・布鎌太郎右衛門新田 (273石2斗3升3合0勺0才2撮)・布鎌利右衛門新田 (51石9斗8升1合9勺9才8撮)・布鎌源五左衛門新田　 (60石2斗6升6合9勺9才8撮)・布鎌七右衛門新田 (42石4斗7升9合0勺0才0撮)・布鎌中谷新田 (270石4斗5升8合0勺0才8撮)・布鎌四谷新田 (61石2斗5升5合0勺0才1撮)・布鎌下和田新田 (87石3斗3升2合0勺0才1撮)・布鎌請方新田 (620石2斗1升6合0勺0才3撮)								
- 播磨国
  - 美嚢郡のうち - 7村

東村 (172石8斗1升5合9勺9才4撮)・田谷村 (149石3斗0升2合9勺9才4撮)・保木村 (238石0斗5升7合9勺9才9撮)・善祥寺村 (52石1斗3升2合0勺0才0撮)・中島村 (51石6斗1升5合0勺0才2撮)・久次村 (433石0斗4升8合0勺0才4撮)・長谷村 (261石9斗1合5升9勺8才5撮)		
- - 加東郡のうち - 19村

買野村 (177石5斗8升9合0勺0才5撮)・豊地村 (58石4斗4升2合0勺0才1撮)・池田村 (256石9斗4升4合0勺0才0撮)・曾根村 (417石5斗5升2合0勺0才2撮)・土沢村 (331石0斗9升2合9勺8才7撮)・蔵之谷村 (99石8斗5升6合0勺0才3撮)・横谷村 (352石1斗7升8合0勺0才9撮)・念仏村 (805石7斗2升4合9勺7才6撮)・新定村 (574石7斗3升7合9勺7才6撮)・森村 (552石4斗4升7合9勺9才8撮)・岩屋村 (274石2斗0升4合0勺1才0撮)・久米・畑村 (159石2斗2升0合0勺0才1撮)・天神町 (20石4斗9升3合0勺0才0撮)・長谷村 (291石1斗2升1合0勺0才2撮)・黒石村 (183石3斗7升6合0勺0才7撮)・古家村 (417石9斗2升0合0勺1才3撮)・常田村 (212石2斗9升4合0勺0才6撮)・少分谷村 (100石9斗5升0合9勺9才6撮)・下鴨川村 (165石0斗9升1合0勺0才3撮)		
播磨国内の飛地領の変遷については、「旧高旧領取調帳」ではすでに飾磨県と記載されているため、詳細は不明。